# Губерт Вайзе
Губерт Вайзе (нім. Hubert Weise; нар. 22 грудня 1884, Ерфурт — пом. 14 лютого 1950, Бад-Кольгруб, Верхня Баварія) — німецький воєначальник часів Третього Рейху, генерал-полковник Люфтваффе (1940). Кавалер Лицарського хреста Залізного хреста (1940).

## Біографія
Народився у 1884 році. Почав службу 27 вересня 1904 в імперській армії, направлений в артилерію. Після початку Першої світової війни — лейтенант 1-го Вестфальського полку польової артилерії. 7 вересня 1914 важко поранений, і проходив лікування кілька місяців. 27 січня 1915 підвищений до звання гауптмана, згодом командир батареї. Також служив у штабі. Після війни Вайзе вступив у Фрайкор, але в 1920-му знову повернувся в армію. Він прослужив до початку 1927 командиром роти. Потім перейшов до Міністерства оборони, де 1 липня 1927 був підвищений до майора.
У 1934-му став інспектором протиповітряної оборони. Восени того ж року він став командиром зенітної артилерії та ППО 2-го військового округу. Генерал-майор з серпня 1936 року. 1 квітня 1938 переведений командувати протиповітряною обороною 3-го військового округу (Берлін), разом з тим отримав звання генерал-лейтенанта.
У жовтні 1939 року підвищений у генерали зенітної артилерії і почав командувати 1-м корпусом зенітної артилерії. Цей корпус взяв участь у  Французькій кампанії 1940 року, захищаючи наступаючі війська від у відповідь бомбардувань союзників. 19 липня того ж року отримав звання генерал-полковника та нагороджений Лицарським хрестом Залізного хреста. З 1941 року — офіцер генштабу ППО.
Через велику кількість вдалих бомбардувань території Німеччини союзниками, 6 січня 1944 року Вайзе зайняв пост начальника повітряної оборони Рейху, змінивши критикованого начальством Ганса-Юргена Штумпфа. З 1945 по 1947 пробув у полоні у союзників.
Військова кар'єра
- 27 вересня 1904 — фанен-юнкер
- 18 травня 1905 — фенрих
- 27 січня 1906 — лейтенант
- 19 липня 1913 — обер-лейтенант
- 27 січня 1915 — гауптман
- 1 липня 1927 — майор
- 1 грудня 1931 — оберст-лейтенант
- 1 квітня 1934 — оберст
- 1 серпня 1936 — генерал-майор
- 1 квітня 1938 — генерал-лейтенант
- 28 жовтня 1939 — генерал зенітних військ
- 19 липня 1940 — генерал-полковник